# Pinciano

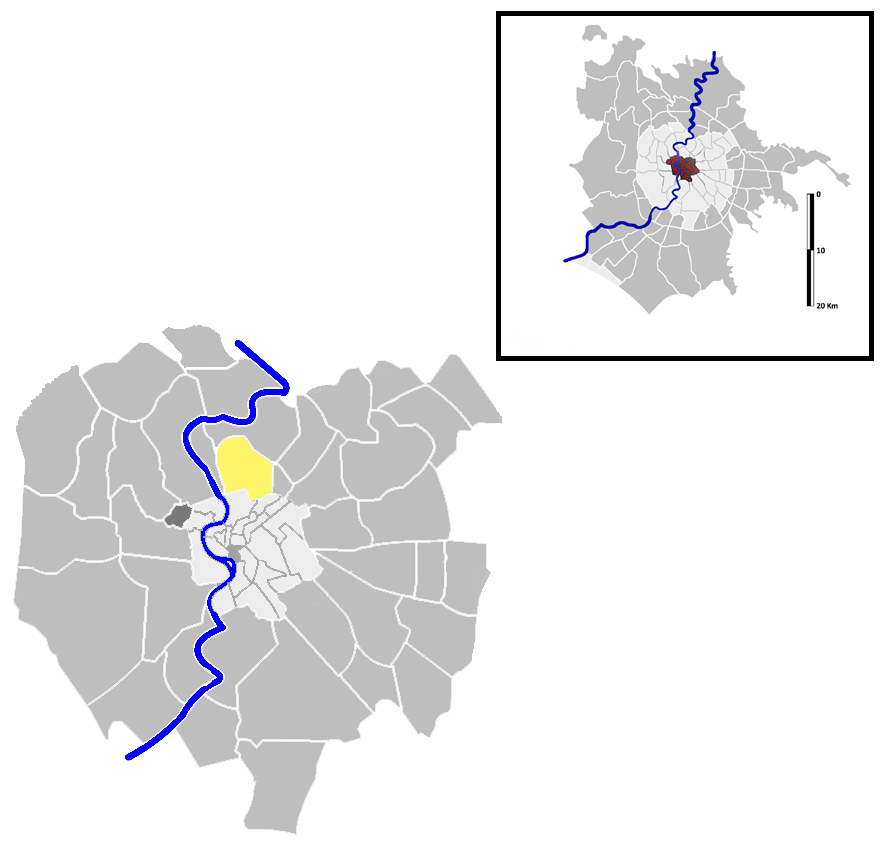
Lage des Quartier in Rom.

Pinciano ist ein Quartier im Norden der italienischen Hauptstadt Rom. Der Name leitet sich vom Hügel Pincio her. Es wir als Q.III bezeichnet und ist ein Teil des Municipio II. Es hat 21.465 Einwohner und eine Fläche von 3,56662 km².

## Geschichte
Pinciano ist einer der ersten 15 Bezirke, die 1911 in Rom gegründet und 1921 offiziell anerkannt wurden.

## Erwähnenswert
- via Flaminia
- Porta del Popolo
- Porta Pinciana
- Aurelianische Mauer
- Bioparco
- Istituto Poligrafico e Zecca dello Stato
- Santa Teresa al Corso d’Italia
- Madonna dell’Arco Oscuro
- Santa Maria Immacolata a Villa Borghese
- Santa Teresa del Bambin Gesù in Panfilo
- Sacro Cuore Immacolato di Maria
- Santa Maria della Pace ai Parioli
- Sant’Eugenio
- Villa Borghese:
  - Galleria Borghese
  - Galleria Nazionale d’Arte Moderna
  - Museo Canonica
  - Museo civico di zoologia
  - Museo Nazionale Etrusco di Villa Giulia